# Argentometría

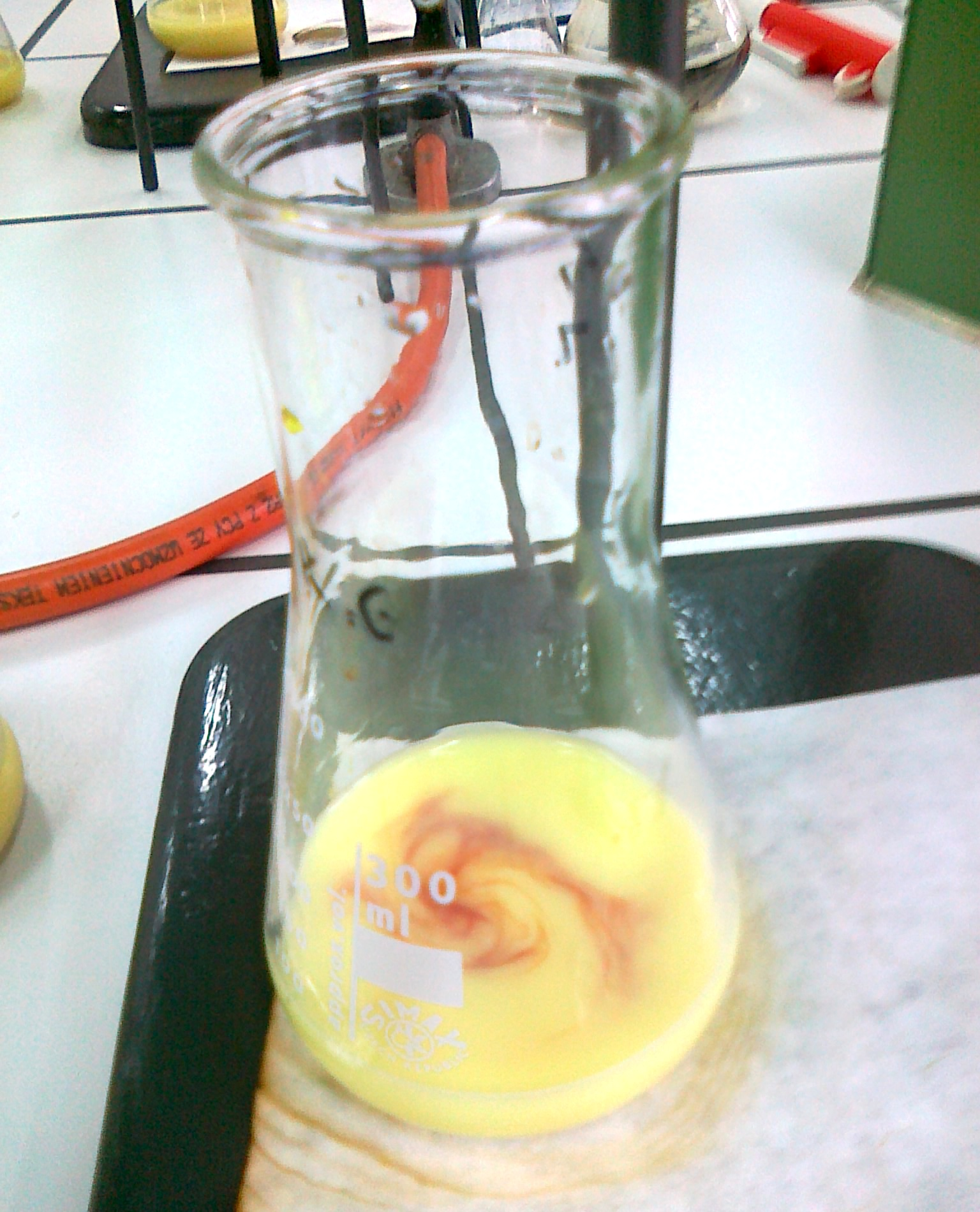
Valoración argentométrica por el método de Mohr en los momentos previos al viraje

En química analítica, la argentometría es un tipo de valoración por precipitación que involucra al ion plata (Ag+), generalmente utilizando como reactivo valorante el nitrato de plata (AgNO3). Típicamente se usa para determinar la cantidad de cloruro u otros halogenuros, presente en una muestra. La solución problema se titula contra una solución patrón de nitrato de plata de concentración conocida. Los aniones cloruro reaccionan con los cationes plata (Ag+) para producir el cloruro de plata, sustancia poco soluble:
{\displaystyle {\ce {Cl^{-}(aq) + Ag^{+}(aq) <=> AgCl(s)}}} (Ksp = 1.7 × 10−10)
donde Kps es la constante de solubilidad o producto de solubilidad de la reacción de solubilización del AgNO3.

## Método de Volhard o por retorno
El método de Volhard es uno de los métodos argentométricos más comunes utilizado en la determinación de ion Cl-. Es a la vez un típico ejemplo de valoración por retroceso, ya que se añade un volumen medido de disolución patrón de nitrato de plata, en exceso con respecto a la cantidad de cloruro esperado en la muestra problema. El ion Ag+ reacciona con el ion cloruro, precipitando el correspondiente AgCl (Kps = 1,8 x 10-10) y el exceso de Ag+ se determina por valoración  con una disolución estándar de tiocianato, cuyo compuesto, el tiocianato de plata (AgSCN) es menos soluble que el cloruro de plata,
{\displaystyle {\ce {SCN^{-}(aq) + Ag^{+}(aq) <=> AgSCN(s)}}} (Ksp = 1.16 × 10−12)
La valoración se lleva a cabo en medio ácido, lo que evita que iones como el carbonato, oxalato y arsenito, que pudieran estar presentes, no provoquen interferencias, pues las sales de plata de estos iones son solubles en medio ácido. Para la determinación del punto final se utiliza hierro(III) como indicador, que en el punto final genera [Fe(SCN) ]2+, de color rojo intenso, parecido a la sangre:
{\displaystyle {\ce {Fe^{3+}(aq) + SCN(aq) <=> FeSCN^2+(s) (rojo)}}}
Si el exceso de plata se valora con tiocianato en presencia del cloruro de plata precipitado, ocurre que en las proximidades del punto final una pequeña cantidad de AgCl puede llegar a disolverse por desplazamiento de la plata:
{\displaystyle {\ce {AgCl(s) + SCN^{-}(aq) <=> AgSCN(s) + Cl^{-}(aq)}}}
dando lugar a un punto final transitorio y poco definido y por consiguiente un importante error por defecto en el cálculo de la concentración de ion cloruro en la muestra. Para evitar este error de valoración, el cloruro de plata formado debe ser filtrado antes de comenzar la valoración por retroceso. 
El método de Volhard también puede emplearse para la determinación de otros haluros, como el Br- y el I-. En estos casos, la filtración no es necesaria, debido a que forman sales de plata que son menos solubles que el tiocianato de plata, por lo que no se produce la reacción de desplazamiento.
Puesto que el proceso de filtración para separar el cloruro de plata formado, del resto de exceso de Ag+, es una labor tediosa, J. R. Caldwell introdujo, en 1935, una modificación que evitaba este paso. La modificación consiste  en añadir unos mililitros de nitrobenceno a la suspensión de AgCl formado en la primera etapa. En presencia de este compuesto, poco insoluble en el medio acuoso, las partícula de AgCl se recubren de una película de nitrobenceno líquido, quedando aisladas y protegidas de la acción del tiocianato, con lo que se obtiene un punto final nítido.

## Método de Mohr
El método de Mohr  permite la determinación de cloruros y de bromuros por valoración directa con nitrato de plata y fue propuesto por F. Mohr en 1856. En esta valoración argentométrica se utiliza el cromato de potasio como indicador, el cual después de que los iones cloruro han reaccionado, produce cromato de plata, que es un precipitado de color rojo-anaranjado, claramente diferenciable del color amarillento de la mezcla de AgCl (blanco) y cromato de potasio, (amarillo).

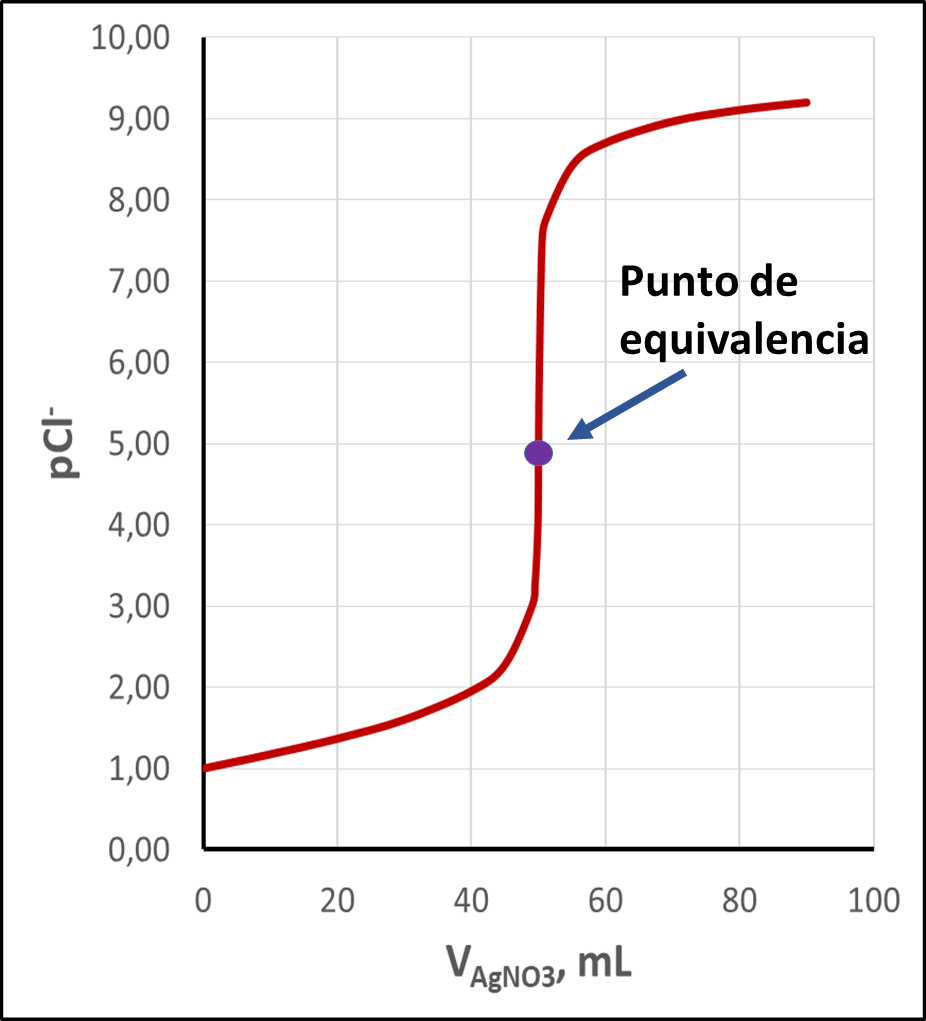
Curva teórica de la valoración directa de ion cloruro con nitrato de plata

{\displaystyle {\ce {2Ag+(aq) + CrO4^{2-}(aq) <=> Ag2CrO4(s)}}} (Ksp = 1.9 × 10−12)
El cloruro de plata es menos soluble que el cromato, por lo que primeramente se producirá la precipitación del cloruro de la muestra y solamente aparecerá el precipitado de Ag2CrO4 cuando la concentración de cloruro haya disminuido hasta valores próximos al punto final teórico, por lo que es muy importante, en esta valoración, poner la cantidad adecuada de disolución indicadora que evite el viraje anticipado. Habitualmente se utiliza una concentración de cromato 0,005 M y tras la valoración de la muestra se repite esta como ensayo en blanco, es decir, se utiliza igual volumen de una muestra sin cloruros (agua destilada o desionizada), a la que se añade la misma cantidad de indicador y tanta agua desionizada o destilada como se gastó en la valoración. Esta muestra resultante se valora con la disolución patrón de AgNO3 hasta viraje y el consumo de reactivo se descuenta del volumen de reactivo consumido en la valoración principal. Si la concentración de cloruro en la muestra es del orden de 0,1 M, esta corrección de blanco es casi insignificante, pero puede ser muy importante para concentraciones iniciales de cloruro de 0,01 M o inferiores.Además, la solución a valorar necesita ser neutra, o casi neutra: pH 7-10, debido a que en un pH alto se genera hidróxido de plata. Por el contrario, a pH bajo el cromato produce H2CrO4, reduce el contenido de iones cromato y retarda la formación del precipitado. Los carbonatos y fosfatos precipitan con la plata. Para evitar resultados inexactos se necesita que estos aniones no se encuentren en la muestra.  
El método de Mohr también puede utilizarse para la valoración de bromuro y de cianuro, pero no funciona para iones yoduro o tiocianato, debido a la extrema adsorción de estos iones sobre la superficie de las partículas del precipitado formado.
Por último, este método se puede adaptar para determinar el contenido total de cloro de una muestra orgánicas. Al realizar una pirólisis de la muestra en presencia de acetato de calcio y de acetato de hierro(III), el acetato de calcio «fija» el cloro libre, precipita los carbonatos y neutraliza la solución resultante. El acetato de hierro(III) remueve los fosfatos. Se disuelven todos los cloruros del residuo y luego se les titula.

## Método de Paneth-Fajans-Hahn
En la valoración argentométrica por el comúnmente llamado método de Fajans, se utilizan indicadores de adsorción, generalmente colorantes aniónicos que se adsorben fuertemente sobre las partículas de precipitado. Entre los indicadores que actúan de esta forma se encuentra la fluoresceína y sus derivados. Cuando comienza la valoración de cloruro con nitrato de plata, tan pronto como se forma el primer precipitado de AgCl, parte de los iones Cl- que todavía no han reaccionado, se adsorben fuertemente sobre las superficie de las partículas coloidales de AgCl, confiriendo carga negativa neta a dichas partículas. Una vez que se rebasa el punto de equivalencia, al no haber exceso de iones Cl-, sino de Ag+, son estos iones los que se adsorben sobre la superficie de las partículas, con lo que el precipitado adquiere carga positiva neta, que atraen a los colorantes aniónicos (carga negativa), formando un par iónico que implica un cambio de color cual representa el punto final. El indicador más comúnmente utilizado para valorar cloruros es la diclorofluoresceína, que vira de verde-amarillento a rosa. 
| Diclorofluoresceina | Eosina |
| ------------------- | ------ |

Al tratarse de un indicador de adsorción y esta se produce en la superficie del precipitado, es muy deseable que el tamaño de partícula del precipitado sea lo más pequeño posible, ya que así muestra la mayor área de contacto con la disolución. Por eso, es muy importante trabajar en condiciones que mantengan el tamaño de las partículas tan pequeño como sea posible, evitando la coagulación de dichas partículas. A veces, para evitar esta coagulación, se añade a la disolución dextrina u otras sustancias que estabilicen los coloides.
Otro indicador que puede utilizarse en este tipo de argentometría, es la eosina (tetrabromofluoresceína), indicador muy adecuado cuando se trata de valorar  aniones bromuro, yoduro y tiocianato ya que aporta un punto final más definido que la diclorofluoresceína. Sin embargo, este indicador no es apto para la titulación de aniones cloruro, porque se une al AgCl más fuertemente que como lo hace el cloruro.